# Drusus osogovicus
Drusus osogovicus là một loài Trichoptera trong họ Limnephilidae. Chúng phân bố ở miền Cổ bắc.